# Вишневский, Владимир Александрович (хирург)
Влади́мир Алекса́ндрович Вишне́вский (род. 7 февраля 1937) — советский и российский медик, хирург, доктор медицинских наук (1991), профессор, заведующий отделением хирургии печени и поджелудочной железы Института хирургии имени А. В. Вишневского, президент Ассоциации хирургов-гепатологов России и стран СНГ, заместитель главного редактора журнала «Анналы хирургической гепатологии», член редакционной коллегии журнала «Креативная хирургия и онкология», член Международной и Европейской ассоциаций хирургов-гепатологов, лауреат Государственной премии Российской Федерации (1993), премии Правительства Российской Федерации (2002), Премии лучшим врачам России «Призвание» (2005), кавалер ордена «Знак Почёта» (1998), ордена Почёта (1999), один из основоположников и лидеров отечественной хирургической гепатологии.